# Джиммі Чин
Джиммі Чин (англ. Jimmy Chin, нар. 12 жовтня 1973) — американський професійний альпініст, фотограф National Geographic, режисер, володар премії Оскар та один з найбільш продаваних авторів «New York Times». Спільно зі своєю дружиною Елізабет Васерхелі зняв «Фрі-Соло». 
Джиммі організував та вів численні альпіністські, гірсько-лижні та пошукові експедиції до Китаю, Пакистану, Непалу, Гренландії, Танзанії, Чаду, Малі, Південно-Африканської Республіки, Борнео, Індії та Аргентини. Його здобутки включать в себе сходження та спуск на лижах з вершини Евересту, підкорення великих стін та альпіністських веж Каракоруму в Пакистані та Гарвальських Гімалаїв в Індії, а також піший перехід через плато Чангтан в північно-західному Тибеті.
Його роботи висвітлювались в багатьох публікаціях, включаючи National Geographic, Outside і Men's Journal. Джиммі, співпрацюючи з дружиною Елізабет, зрежисували документальні фільми Меру та Фрі-Соло, останній з яких виграв премію Оскар у номінації «Найкращий документальний фільм» на 91-й церемонії нагородження.